# كريستوف شونبورن
كريستوف ماريا مايكل هوغو دايمان بيتر أدلبرت غراف فون شونبورن (بالألمانية: Christoph Maria Michael Hugo Damian Peter Adalbert Graf von Schönborn) وهو راهب دومينيكاني ولاهوتي نمساوي و كاردينال في الكنيسة الرومانية الكاثوليكية وهو مطران فيينا ورئيس مطارنة النمسا، ولد كريستوف في يوم 22 يناير 1945 في بلدة ليميرتز في السوديت في ألمانيا النازية في بوهيميا.
وكما هو القسيس الأكبر في فروسية الصوف الذهبي.

## روابط خارجية
- كريستوف شونبورن على موقع مونزينجر (الألمانية)